# Arremessador Mamute

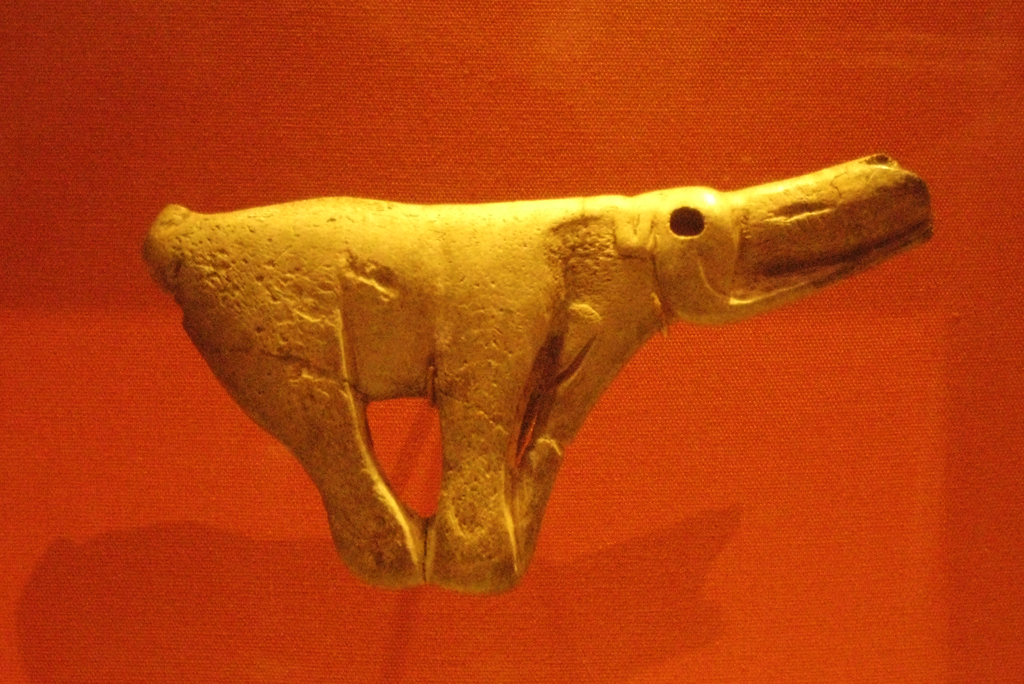
Arremessador Mamute no Museu Britânico.

O Arremessador Mamute é um arremessador na forma de um mamute, descoberto no "abrigo de rocha Montastruc" em Bruniquel, França. É do final do período Magdaleniano e tem cerca de 12.500 anos. Agora faz parte da Christy Collection no British Museum (Palart 551), e normalmente está em exibição na Sala 2. Entre 7 de fevereiro e 26 de maio de 2013 foi exibido na exposição do Museu Britânico de Arte da Idade do Gelo: Chegada da Mente Moderna.

## Características
O arremessador de lança foi esculpido em um chifre de rena e representa um mamute com um orifício no lugar de um olho que provavelmente continha um osso ou pedra inserida originalmente. O gancho foi reparado depois que o chifre do qual foi esculpido quebrou. As presas do mamute aparecem em cada lado, mas a maioria foi perdida devido a danos. É cerca de 12 cm de comprimento.
O mamute é produzido em baixo relevo em ambos os lados do objeto. Quando foi descoberto, o gancho da cauda quebrado já havia sido consertado. Isso foi conseguido fazendo um orifício na forma de mamute, bem na frente do anzol quebrado - e inserindo outro pedaço de chifre. 
Os atiradores de lança foram usados pela primeira vez na Europa Ocidental há cerca de 20.000 anos e permitiam que os caçadores lançassem lanças com mais força e velocidade do que se atirassem apenas com as mãos. Era comum eles serem decorados com esculturas de animais.
Outros tipos de arremessadores de lança incluem os bastões perfurados, que também costumam ser decorados. Um exemplo de La Madeleine pode ser visto no Museu Britânico na Sala 2. 